# Monts Khamar-Daban
Les monts Khamar-Daban (en russe : Хамар-дабан) sont une chaîne de hautes montagnes située le long de la côte sud-est du lac Baïkal en Russie, dans le sud de la Sibérie, au nord de la frontière mongole. Elle se développe presque totalement en Bouriatie ; seule une petite partie du nord-ouest de la chaîne fait partie du territoire de l'oblast d'Irkoutsk.

## Géographie

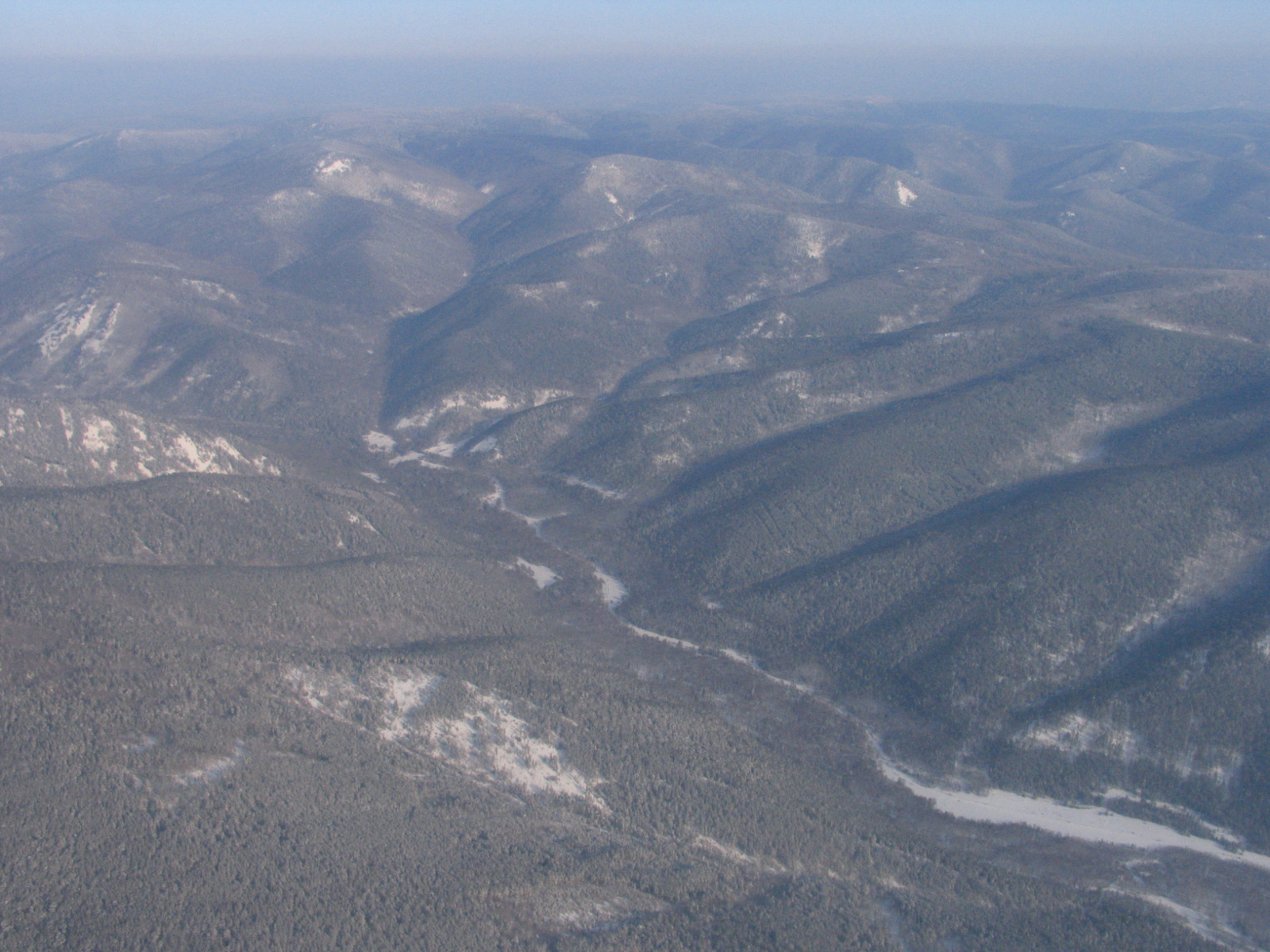
Paysage des versants méridionaux des monts Khamar-Daban

Les monts Khamar-Daban s'étendent grosso modo d'ouest en est sur une longueur de 420 kilomètres et une largeur allant jusqu'à 65 kilomètres. Ils constituent le prolongement vers l'est des monts Saïan, dont ils sont séparés du côté nord-ouest par la dépression de Tounka. Leur hauteur augmente d'est en ouest. Aussi est-ce dans leur secteur occidental que l'on retrouve les plus hauts sommets, le Khan-Oula (2 371 m) et, au niveau du cours supérieur de l'Outoulik, l'Outoulinskaïa Podkova (2 396 m). Favori des touristes pour l'escalade : le pic Tcherski (2 090 m) ; ce dernier attire chaque année des milliers de touristes.

## Hydrographie
Dans ces montagnes se trouvent de nombreux lacs, dont le lac Sobolinoïe est l'un des principaux, mais également le lac Patovoïe et le lac Tchortovo. Les cours d'eau les plus importants sont le Zoun-Mourin, l'Outoulik, la Snejnaïa, l'Orongoï, le Temnik et le Khara-Mourin. Il existe un grand nombre de chutes d'eau, cascades et rapides.

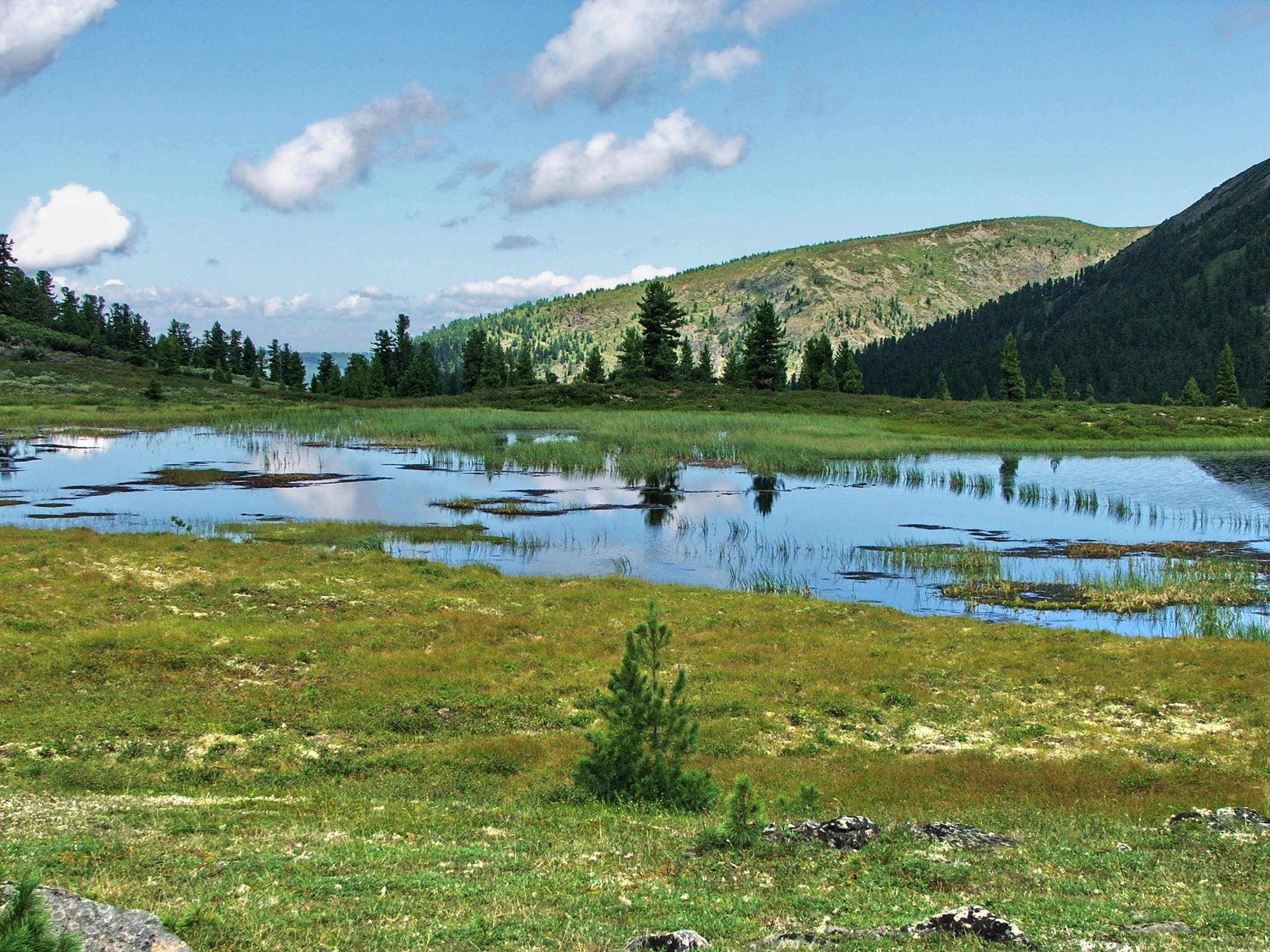
Le lac Tchortovo
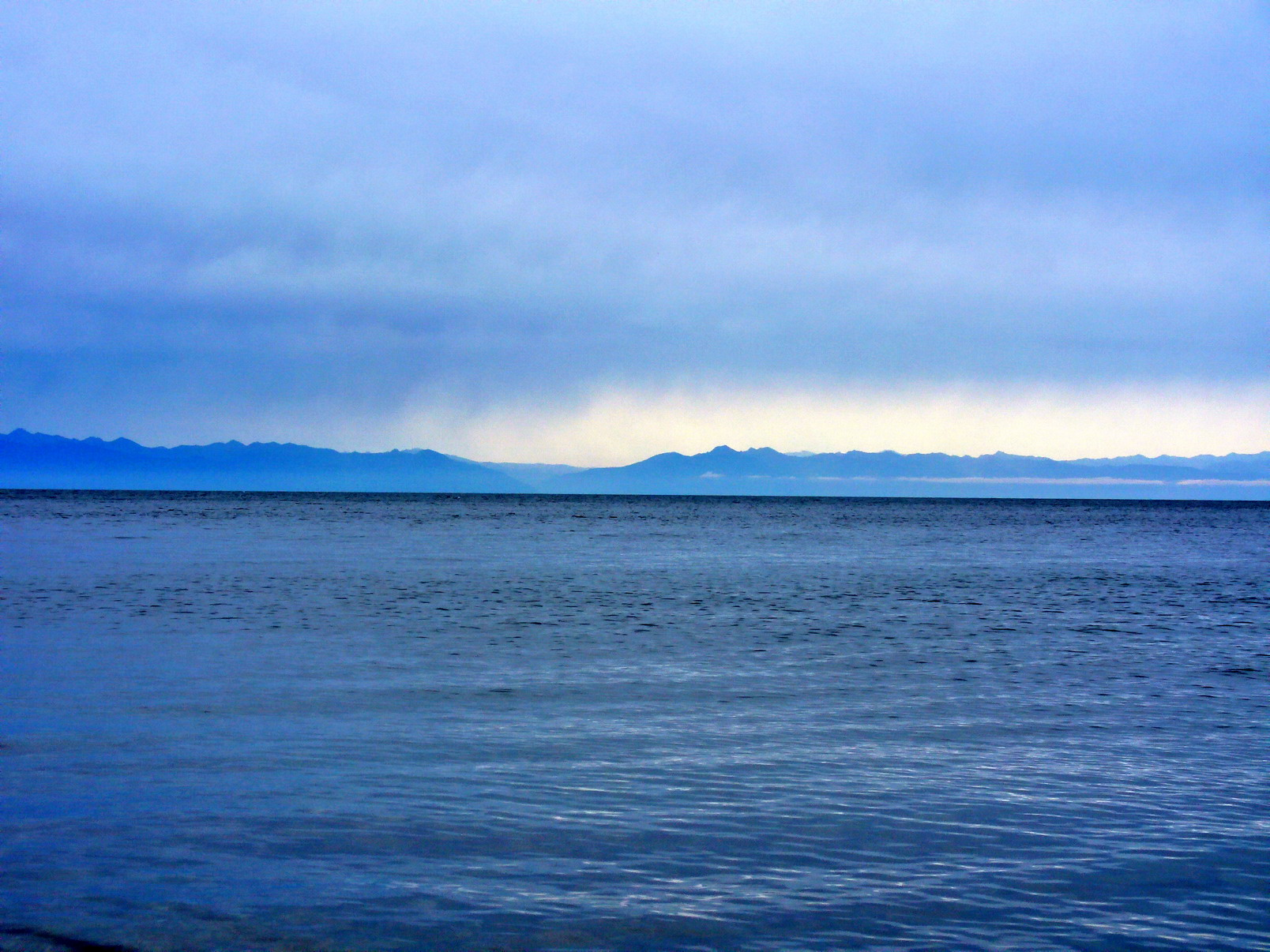
Les monts Khamar-Daban vus depuis le lac Baïkal

## Milieu naturel

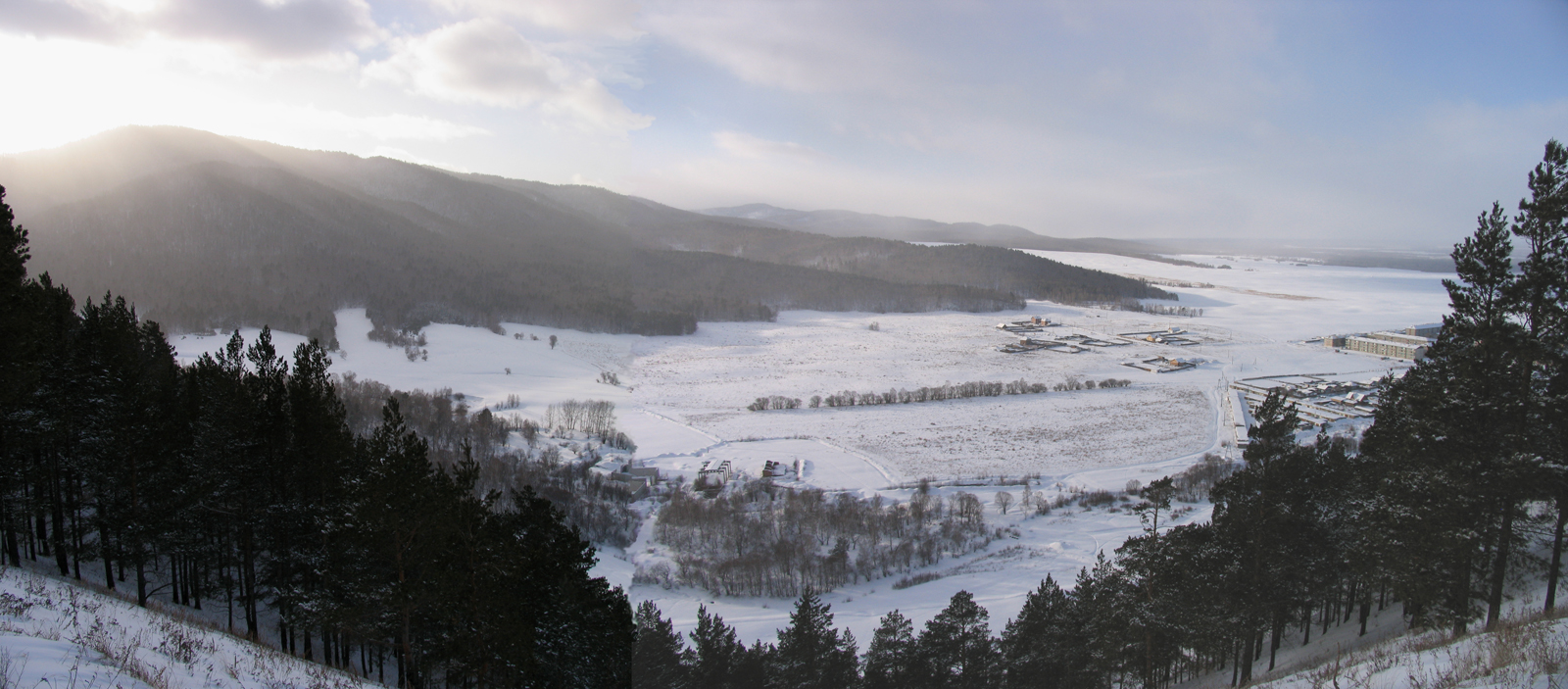
Collines du nord des Khamar-Daban près du village de Kamensk

Les versants septentrionaux des monts Khamar-Daban reçoivent en moyenne 1 200 mm de précipitations annuelles, ce qui en fait la zone la plus arrosée et la plus humide de la région du lac Baikal ; de ce fait, on y trouve une dense végétation de forêts. Sur le versant sud, bien moins arrosé, c'est la toundra qui domine. Les bois sont constitués avant tout de conifères, avec par endroits des peupliers et des bouleaux. La limite supérieure de la forêt court ici entre 1 500 et 1 800 m d'altitude. Dans la partie centrale de la chaîne des Khamar-Daban, en 1969 a été établie une réserve de biosphère, la réserve naturelle du Baïkal, d'une superficie de 1 657 km2, tandis que la partie méridionale appartient au parc national de la Tounka.